# Biralus jhelumensis
Biralus jhelumensis är en skalbaggsart som beskrevs av Rakovic 1991. Biralus jhelumensis ingår i släktet Biralus och familjen Aphodiidae. Inga underarter finns listade.